# Vernon A. Walters
Vernon A. Walters (New York, 3 gennaio 1917 – West Palm Beach, 10 febbraio 2002) è stato un diplomatico e generale statunitense.

## Biografia
Fra i suoi incarichi più importanti, si ricordano i seguenti: dal 1972 al 1976 fu Deputy Director della CIA, dal 1985 al 1989 fu rappresentante permanente alle Nazioni Unite, dal 1989 to 1991 fu ambasciatore degli Stati Uniti presso la Repubblica Federale di Germania durante la decisiva fase della riunificazione tedesca. Nell'Esercito degli Stati Uniti, Walters raggiunse il grado di tenente generale, ed è un membro della "Military Intelligence Hall of Fame".